# Busiris (Hermopolis Magna)
Busiris ist der griechische Name einer altägyptischen Ortschaft in Oberägypten nahe Hermopolis Magna. Busiris bei Hermopolis Magna gehört zu den sechs Orten, die bislang unter dem griechischen Namen Busiris lokalisiert werden konnten.
Im Alten Ägypten lag das kleine Dorf im 15. oberägyptischen Gau. Obwohl der Ort mehrmals erwähnt wurde, ist über die altägyptische Geschichte nichts weiter bekannt.